# Кабаново (Шумерлинський район)
Каба́ново (рос. Кабаново, чув. Кабаново) — селище у складі Шумерлинського району Чувашії, Росія. Входить до складу Великоалгашинського сільського поселення.
Населення — 209 осіб (2010; 323 у 2002).
Національний склад:
- росіяни — 53 %
- чуваші — 37 %